# Gioia dei Marsi
Pour les articles homonymes, voir Gioia.
Gioia dei Marsi est une commune italienne de la province de L'Aquila dans la région Abruzzes en Italie.

## Administration
| Période                                  | Période | Identité | Étiquette | Qualité |
| ---------------------------------------- | ------- | -------- | --------- | ------- |
|                                          |         |          |           |         |
| Les données manquantes sont à compléter. |         |          |           |         |

### Communes limitrophes
Bisegna, Lecce nei Marsi, Ortona dei Marsi, Ortucchio, Pescasseroli, Pescina